# Palazzo Piccolomini-Clementini

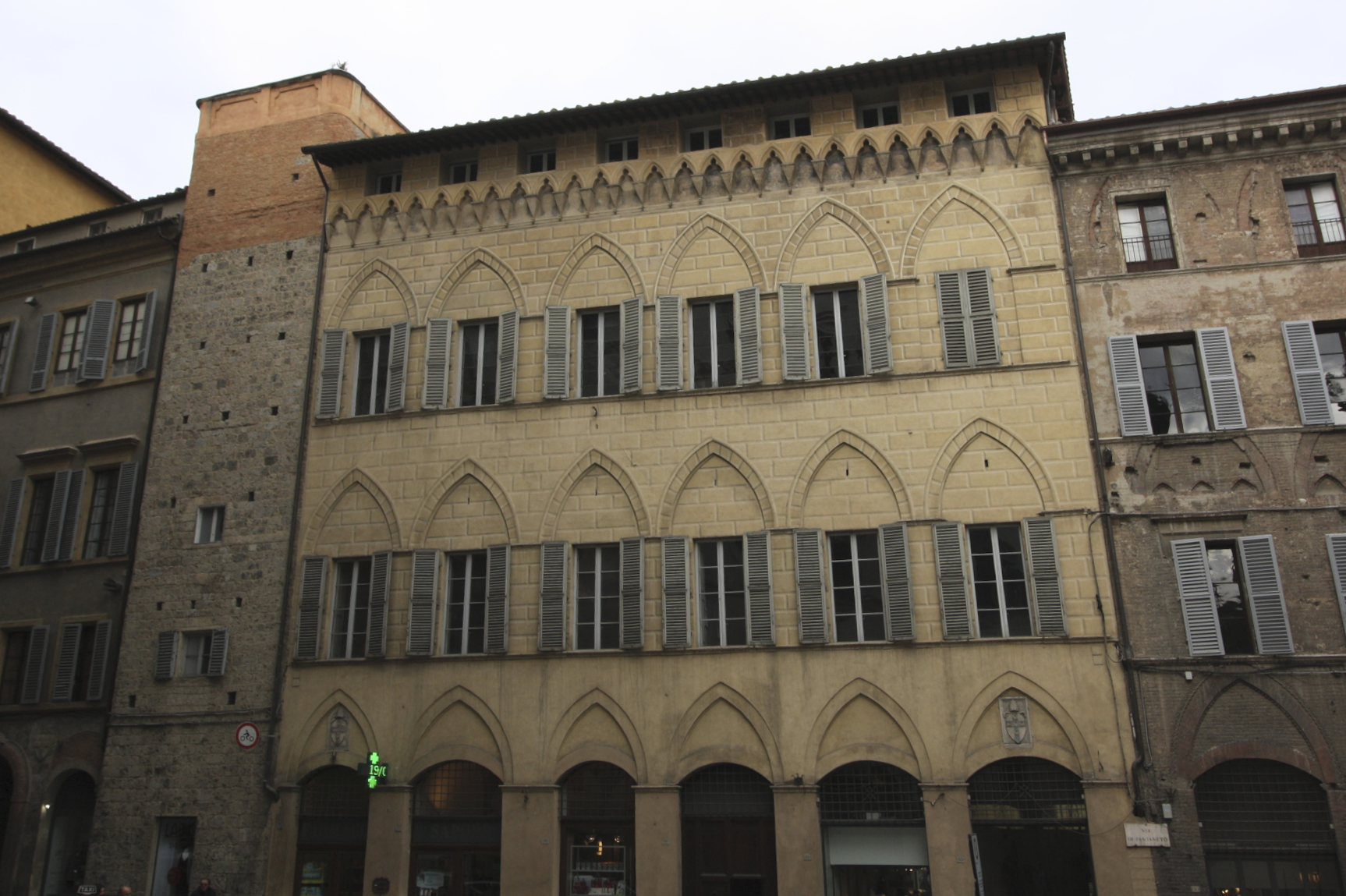
Der Palazzo Piccolomini-Clementini, Siena

Der Palazzo Piccolomini-Clementini ist ein historischer Palast im gotischen Stil in Siena, Toskana. Er liegt gegenüber dem Renaissancepalast Palazzo Piccolomini und der Loggia del Papa. Den Palazzo delle Papesse in der Nähe hat auch ein Mitglied des Adelsgeschlechts Piccolomini gebaut.

## Geschichte
Der dreistöckige Palast, bekannt für die Spitzbögen um Türen und Fenster, entstand am Ende des 14. Jahrhunderts. Die äußeren Bögen im Erdgeschoss werden vom Wappen der Piccolomini gekrönt. Das Innere weist einfarbige Fresken aus dem 16. Jahrhundert auf, die Rosso Fiorentino zugeschrieben werden. Der Zentralhof ist mit grauem Sandstein (Pietra Serena) gestaltet. Für die Piccolomini-Clementini wurden die Innenräume im 19. Jahrhundert im klassizistischen Stil durch den Architekten Agostino Fantastici erneuert. Der Adelsstock weist Fresken von Cesare Maffei mit Szenen aus dem Leben des Achill auf.
Gräfin Bianca Piccolomini-Clementini, eine Patronin katholischer Fürsorge und ein Gründungsmitglied der Ursulinen, wurde 1875 hier geboren.

## Einzelbelege
1. ↑  Bianca Piccolomini Clementini | enciclopedia delle donne. Abgerufen am 21. Dezember 2022 (italienisch).

Koordinaten: 43° 19′ 7,9″ N, 11° 20′ 0,4″ O